# 小林清
小林清（日语：／ Kobayashi Kiyoshi，1918年4月30日—1994年），出生于日本大阪府中河內郡三宅村（今屬松原市），1938年加入大日本帝國陸軍大阪师团，后随军加入侵华战争，被俘后加入在华日人反战同盟、八路军，后加入中国人民抗日战争、第二次国共内战，战争结束后曾在天津社会科学院任职，并曾担任天津市政协委员。

## 生平

### 加入侵华日军与被俘
1918年4月30日，小林清出生于日本大阪府中河內郡三宅村（今屬松原市）的一个小商贩家庭，为家中第三子，上有两个哥哥和一个姐姐。全家此后迁往大阪市区经营饭馆，其父亲小林熊太郎曾是明治天皇的皇宫警卫。1938年春，当时正在大阪实业学校酿造专业二年级读书的小林清被征召入伍，报到的第二天被查出患有脱肛被退回，回家治愈后再到军营报道，被编入大日本帝國陸軍大阪师团第37联队第1中队第3小队。1938年11月，包括小林清在内的一批日本陆军中国派遣军新兵在青岛登陆中国，被分配到华北方面军第43军独立混成第5旅团第19大队第2中队，随队在山东省福山县驻防。后在机枪射手训练班学习机枪射击，1939年夏考核合格后升为上等兵机枪射手。
1939年秋末，小林清随队出发扫荡。1940年，小林清在参加文登县的一次扫荡时被八路军伏击，小林清在一次战斗中被飞石打到头部晕倒，醒来时已被八路军俘虏，躺着八路军的担架上。小林清被俘后被八路军敌工干部告知八路军优待俘虏，但小林清并不相信，曾试图伺机逃跑，但后来见证了八路军帮他治伤，给他换衣服，将他原来衣服里的零钱等物交给他，开始对八路军的作风纪律感到敬佩，最终在随八路军转移途中认清日本对华战争是侵略战争，并决定此后要为和平而战。

### 加入八路军和反战
1941年3月，小林清被送至陕西延安的日本工农学校学习，期间加入在华日人反战同盟。1941年秋，小林清主动申请加入八路军，后加入在华日本共产主义者同盟。1942年，小林清从延安返回山东，在八路军的支持下，参与筹备成立“在华日人反战同盟胶东支部”，并担任副支部长，配合八路军向日军战士进行反战宣传。1942年11月，小林清曾在反抗日军对胶东抗日革命根据地的冬季大扫荡中与日军直接作战，是其离开日军后首次直接参与作战。小林清曾是机枪手，而且会操作掷弹筒，因此他曾在八路军担任武器教员。1943年春，八路军在牟平和文登两地先后举行日本机枪射击训练班，小林清便是训练班的军事教官。
反战同盟胶东支部成立之初，小林清等盟员曾在东海地区协助八路军向文登县城的侵华日军发放日文宣传品，向日军据点喊话等。1943年秋，西海地区的小店据点的日军伍长因小林清等盟员宣传将据点的扫荡计划提前告知八路军。1944年8月24日，八路军攻打牟平县水道日军据点时，小林清等反战同盟成员的喊话使10名日军士兵携带武器投降，剩余日伪军则被歼灭，祝捷大会上小林清受到胶东军区司令员许世友表彰。1945年4月，小林清随八路军东海军分区进攻荣成县龙须岛的日本海军陆战队据点，并在之后应对日本海军报复的战斗中操作钢炮打击日军汽船，获东海军分区记大功一次。
1945年8月，日本战败投降，小林清随八路军胶东军区到前线接受日军武装投降。8月下旬，八路军在青岛郊外包围两百余打算到青岛向国民政府投降的日军，经小林清等人与其谈判，包括参谋长西田少佐、中队长松元大尉在内的日本官兵向八路军投降。1945年9月初，小林清受胶东军区政治部委派主持护送该批投降日军部队回国的工作。抗日战争胜利后，小林清随部队前往中国东北地区，参加第二次国共内战。

### 1949年后
战争结束后，小林清没有选择返回日本，而是留在了中国大陸，后在天津市社会科学院工作，并曾担任天津市政协委员，1983年，小林清加入中华人民共和国国籍。晚年，小林清曾为日本福山市与自己曾经战斗过的山东烟台市结为友好城市而奔走。1994年，小林清在天津去世，家人将其一半的骨灰安葬在天津西城寝园，另一半骨灰带回日本在东京湾附近的一个陵园安葬。

## 著作
1944年7月23日，山东抗日根据地《大众报》发表小林清的文章《我的思想反省》。根据小林清在文中的讲述，其被俘之初曾企图逃走，并曾打算杀死八路军领导干部立功回去，并曾放跑一名日军俘虏，但最终在八路军的教育和帮助下，成为一名反战斗士。
1985年8月，小林清的回忆录《在中国的土地上——一个“日本八路”的自述》由解放军出版社出版，全书共有17万字。1987年9月，小林清专著《在华日人反战组织史话》由北京社会科学文献出版社出版，该书全面、系统地反映了抗日战争时期在华日本人反战组织的情况。

## 脚注